# Архипелагское великое княжество
Архипелагское великое княжество — полуофициальное название государственного образования, созданного под российским протекторатом на островах Эгейского архипелага во время Первой Архипелагской экспедиции российского флота и существовавшего с 1771 года по 1774 год. Также его иногда неофициально называют «Архипелагской губернией».

## История
После победы российского флота над османским в Чесменском сражении летом 1770 года в октябре 1770 года командовавший российской эскадрой Алексей Орлов обратился к греческому населению островов Эгейского архипелага с приказом повиноваться адмиралу Григорию Спиридову и «графу Джоану Войновичу», назначенному российским управляющим островов. 
Спиридов и Войнович разослали жителям островов 10 вопросных «пунктов» и с декабря по март получали от представителей местной аристократии ответы о численности населения, укреплениях, податях, производимых продуктах и товарах. 12 января 1771 года Спиридов потребовал от 14 островов публично признать зависимость от Российской империи:

Естли в вас дух благородства древних греков ваших прапращуров — ныне время избавиться от рабства всегда отягчающих вас агарян... Ежели же положите точно под покровительством нашего оружия освободиться от рабства и подданства агарянскаго и возставить древнею вашу славную греческую волность, то надлежит вам, немало не боясь турков, ныне публично отказатца от рабства и подданства турецкаго и турков... на острова свои не пускать.

К концу февраля 1771 года жители 18 островов прислали «слезную мольбу» на имя императрицы Екатерине II «принять в вечное защищение и покровительство несчастливый архипелаг», после чего Спиридов объявил эти острова «Архипелагским великим княжеством». Спиридов составил проект, в котором предлагал формой управления этого княжества республику. Верховную власть он хотел отдать сенату, в который предстояло избрать «депутатов или опекунов» от каждого острова из числа «способных и добраго состояния людей». Возглавлять заседания сената должен был «архидук», то есть кто-то из местных князей, или «выбранный от гражданства мещанин». 
До образования сената во главе «Архипелажского великого княжества» встал назначенный Спиридовым «генеральный депутат» — лейтенант российского флота Антоний Псаро, грек с острова Миконос. В марте 1771 года на «вооружённой полугалере» в сопровождении охраны он отправился в рейд по Архипелагу, «чтоб островския греки уверялись, что мы по их подданичеству Нашей Великой Государыне от неприятелей защищаем и прикрываем». Его власть была признана «всеми старостами».
На острове Парос у рыбацкого селения Ауза, где располагалась база российской эскадры, начала работу «главная канцелярия». Спиридов потребовал, чтобы каждый остров избрал по три депутата, которые бы прибыли под начало Псаро и «подписались служить». В обязанности депутатов входили сбор податей («десятая часть продуктов»), управление островами и совершение правосудия во всех случаях, за исключением смертной казни (это право оставлял за собой сам Спиридов). В обязанности жителей входило: «почитать и быть послушными» своим представителям, не покидать острова без их ведома, без утайки предъявлять депутатам всю свою корреспонденцию.
Адъютант Спиридова Пётр Нестеров добивался того, чтобы на каждом острове ежегодно проходили выборы «началников», «главнейших всего острова членов», или «островских депутатов». Предполагалось создание на каждом острове «гражданских канцелярий» из числа «выбранных и присяжных почтенных господ островских сенаторов или судий». Однако это было трудно осуществить. В 1773 году жители острова Самос просили прислать им «российского человека, который знает российские законы». Когда такого человека прислали, то они выразили слезную благодарность: «потому что мы прежде были, как овцы без пастыря». 
При российском покровительстве жители островов стали платить в три-четыре раза меньше податей, чем при османской власти. На Паросе и окрестных островах были построены российские госпиталь и церковь, казармы, хлебные мельницы, парусную и прядильную палаты, склады. Для защиты входа в бухту построили артиллерийские батареи.
На острове Наксос Алексей Орлов создал школу для греческих детей Туда были собраны мальчики, которых Орлов содержал на свои деньги, в изоляции от семей, в надежде вырастить «новую породу людей» будущего греческого государства. После отъезда Орлова Спиридов направил «малолетних гречат 46 человек... в число кают юнг на разные корабли», чтобы учить их морскому делу. С июля 1773 года Орлов решил перевести свою школу в Пизу, а затем греческих школьников забрали из Пизы в Россию, и школа продолжила существовать уже в Санкт-Петербурге.
Архипелагское княжество прекратило своё существование после заключения Кючук-Кайнарджийского мира в 1774 году. Все греческие острова были возвращены Османской империи, в июне 1775 года последние русские корабли покинули Архипелаг.